# Sistema de Bibliotecas del Condado de Palm Beach
El Sistema de Bibliotecas del Condado de Palm Beach (Palm Beach County Library System) es el sistema de las bibliotecas del Condado de Palm Beach, Florida, Estados Unidos. El sistema tiene una biblioteca central y muchas bibliotecas en el condado. Los Amigos de la Biblioteca del Condado de Palm Beach, Inc. respalda la biblioteca. Tiene su sede en la Main Library en una área no incorporada.

## Bibliotecas
- Main Library (Área no incorporada)
- Clarence E. Anthony Branch
- Belle Glade Branch
- Gardens Branch
- Glades Road Branch
- Greenacres Branch
- Hagen Road Branch
- Jupiter Branch
- Lantana Road Branch
- Okeechobee Boulevard Branch
- Royal Palm Beach Branch
- Tequesta Branch
- Wellington Branch
- West Boca Branch
- West Boynton Branch
- Loula V. York Branch
- Anexo a la Biblioteca